# Nieuw- en Sint Joosland

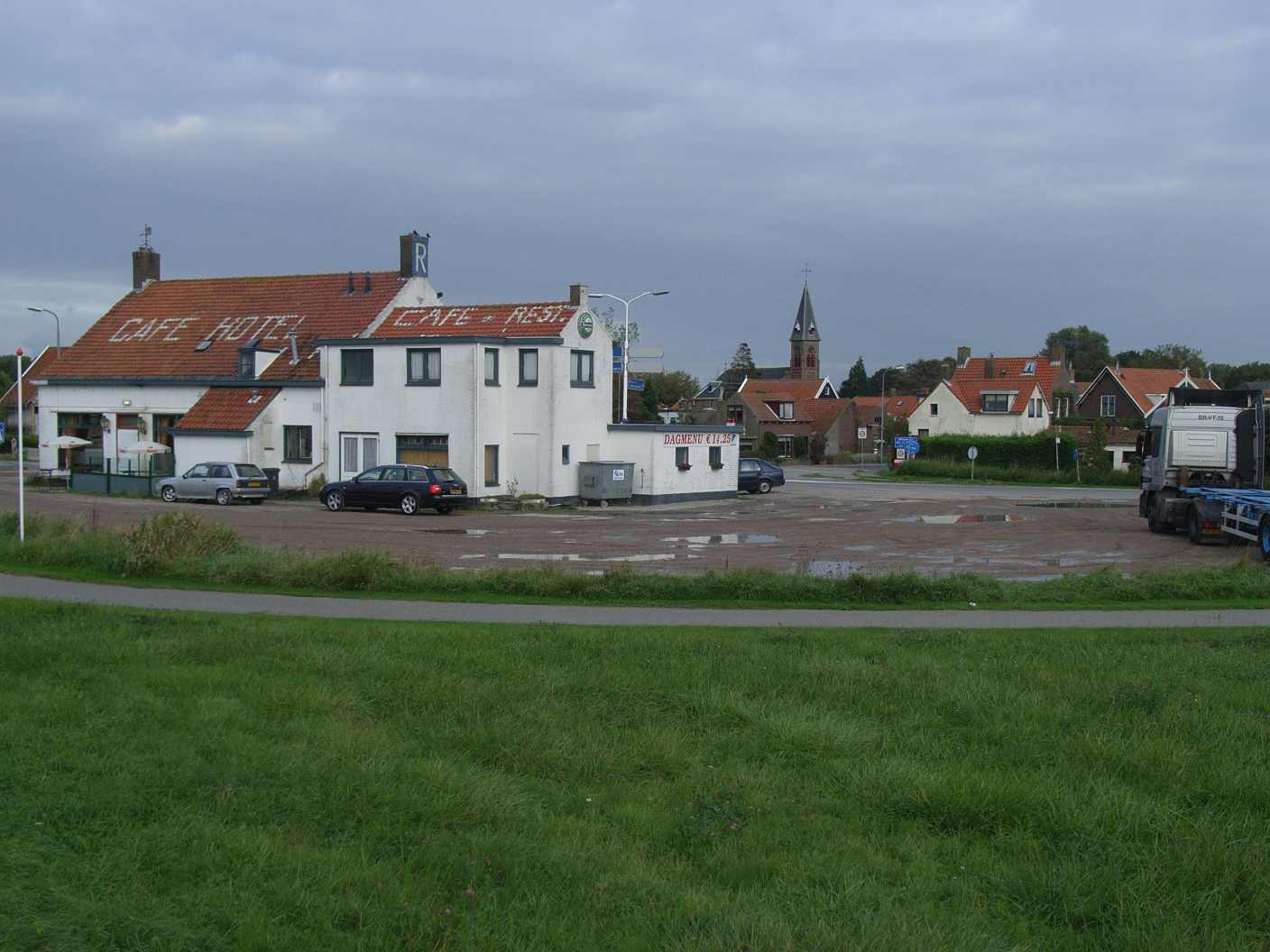
Ehemaliges Fährhaus von Nieuw- en Sint Joosland

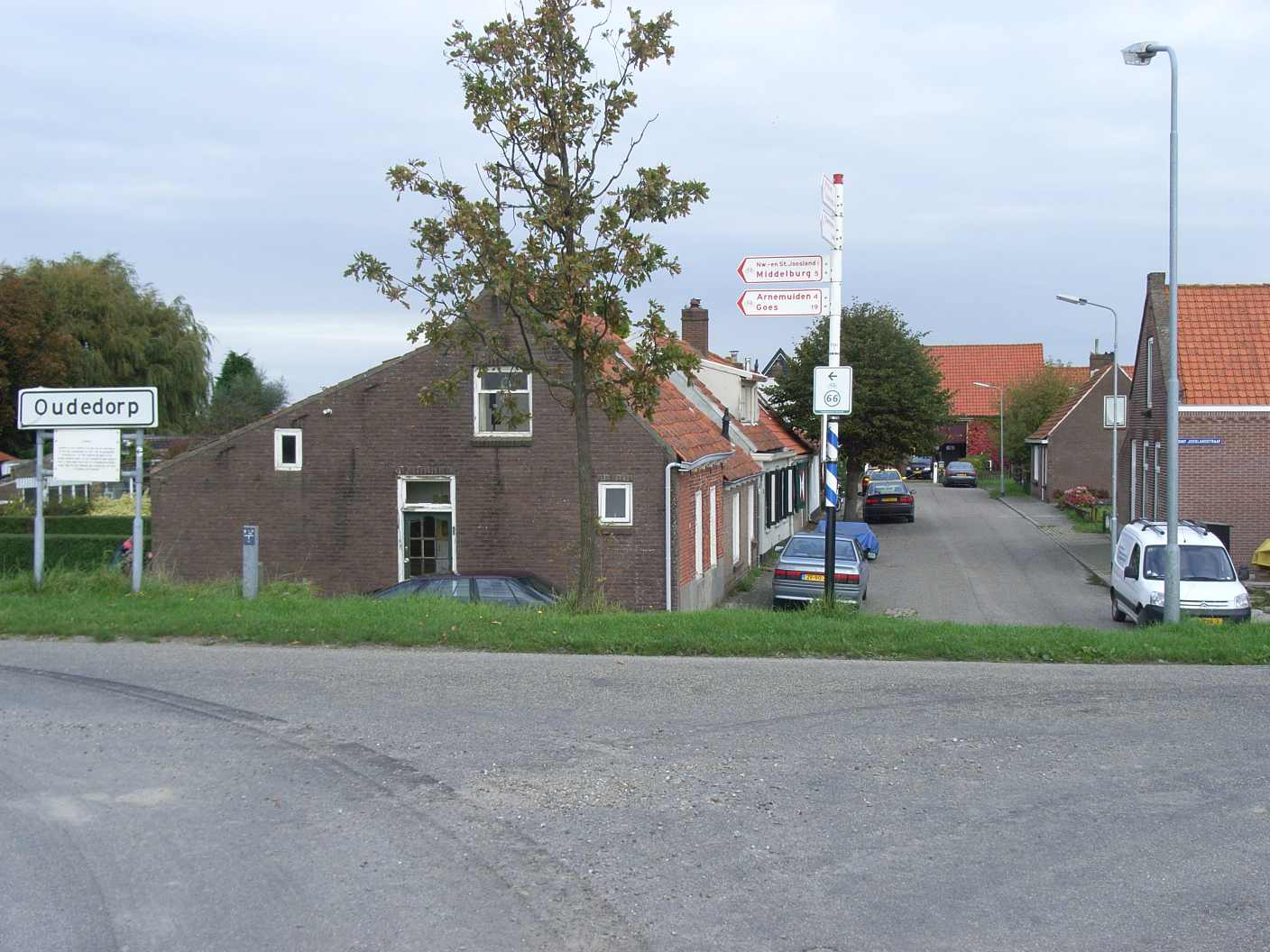
Oudedorp

Nieuw- en Sint Joosland ist ein Dorf auf der Halbinsel Walcheren in der niederländischen Provinz Zeeland und gehört zur Gemeinde Middelburg. Der Ort zählt 1.385 Einwohner.

## Lage
Nieuw- en Sint Joosland liegt südlich von Middelburg am Rijksweg 58.

## Geschichte

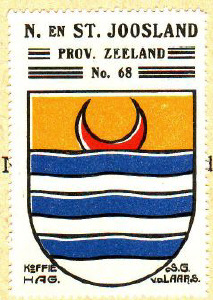
Wappen der ehemaligen Gemeinde Nieuw- en Sint-Joosland

Der Ort besteht aus den Dörfern Sint Joosland und dem durch Eindeichung eines Middelburger Polders 1644 gegründeten Dorf Nieuwland. Der Ort ist erst seit 1818 mit der Insel Walcheren verbunden. Bis dahin war es von Middelburg aus nur mit der Fähre erreichbar. Das ehemalige Fährhaus liegt am Ortsrand an der Autobahn und beherbergt ein Fernfahrercafé. Während Nieuwland einen größeren Ortskern bildet, besteht das weiter südlich gelegene ältere Sint Joosland als „Oudedorp“ nur aus einer kleinen Straße. Als selbständige Gemeinde wurde Nieuw- en Sint Joosland am 1. Januar 1816 gebildet durch Vereinigung der beiden Gemeinden Nieuwland und Sint Joosland. Am 1. Juli 1966 wurde sie nach Middelburg eingemeindet.

## Sehenswürdigkeiten
- Die kleine neogotische Kirche Eben Haëzerkerk wurde 1887 erbaut.
- Die 1874 errichtete Windmühle war bis 1966 in Betrieb.